# إسحاق ستيفنسون
إسحاق ستيفنسون (بالإنجليزية: Isaac Stephenson) هو قاضي ومحامي وشخصية أعمال وسياسي أمريكي، ولد في 18 يونيو 1829 في فريدريكتون في كندا، وتوفي في 15 مارس 1918 في مارينيت في الولايات المتحدة. نشط حزبياً في الحزب الجمهوري. وقد انتخب عضو جمعية ولاية ويسكونسن وانتخب عضو مجلس النواب الأمريكي وانتخب عضو مجلس الشيوخ الأمريكي.